# Гудимівка
Гуди́мівка — село в Україні, у Лебединській міській громаді Сумського району Сумської області. Населення становить 93 осіб. До 2020 орган місцевого самоврядування — Калюжненська сільська рада.

## Географія
Село Гудимівка знаходиться біля витоків річки Будилка. На відстані в 1 км розташоване село Калюжне.

## Історія
12 червня 2020 року, відповідно до Розпорядження Кабінету Міністрів України № 723-р «Про визначення адміністративних центрів та затвердження територій територіальних громад Сумської області», увійшло до складу Лебединської міської територіальної громади.
19 липня 2020 року, після ліквідації Лебединського району, село увійшло до Сумського району.

## Відомі люди
В поселенні народились:
- Бразоль-Леонтьєва Юлія Миколаївна (1856—1919) — українська скульпторка, живописець.
- Гавриленко Роман Михайлович — український військовик, учасник російсько-української війни[3].
- Кучеров Яків Володимирович (1834—1909) — український громадський діяч і меценат.
- Руденко Семен Андрійович (1904—1967) — радянський організатор виробництва.